# Richard Glück
Richard Glück (* 8. listopadu 1992 Košice) je slovenský politik, právník a od února 2024 poslanec za SMER-SD.

## Životopis
Vystudoval právo, bakalářské studium na VŠ Danubius ve Sládkovičově, magisterské a rigorózní studium na Univerzitě Pavla Jozefa Šafárika v Košicích. Do roku 2023 měl být zaměstnancem slovenského Národního inspektorátu práce. Má titul doktora práv.

### Politické působení
Po parlamentních volbách v roce 2023 se stal v únoru 2024 poslancem Národní rady (jako náhradník za Martina Nemkyho). V listopadu 2024 se stal předsedou Výboru pro obranu a bezpečnost NR SR. Dále se stal členem Ústavněprávního výboru a členem Zvláštního kontrolního úřadu pro kontrolu činnosti Národního bezpečnostního úřadu a pro kontrolu Slovenské informační služby.

#### Napadení Igora Matoviče
V září 2023 se dostal do povědomí veřejnosti poté, co během potyčky, která se odehrála dva týdny před parlamentními volbami během probíhající kampaně, napadl poslance a bývalého slovenského premiéra Igora Matoviče, který pokřikem z megafonu umístěného na vozidle narušoval předvolební mítink strany SMER-SD a kterého ještě předtím během incidentu konfrontoval bývalý slovenský ministr vnitra Robert Kaliňák. Napadením Igora Matoviče se poté Glück chlubil na sociálních sítích. Byl však odvolán z funkce člena Legislativně-právní komise města Košice. Již předtím byl typický svými velmi útočnými vyjádřeními a obecně velmi tvrdou rétorikou.

#### Slovenské národní povstání
V květnu 2025 se dostal do zájmů médií poté, když v diskusní relaci televize TA3 uvedl, že „největší Slovenské národní povstání v Evropě proběhlo na Slovensku.“ Poslanec František Mikloško z KDH mu oponoval, že významnější přece jen mohlo být například povstání ve Varšavě, nicméně Glück mu oponoval s tím, že největší Slovenské národní povstání, ve kterém povstali Slováci, se skutečně odehrálo na Slovensku. Později se za výrok omluvil s tím, že předtím údajně konzumoval těžký oběd.